# Steven Biegler
Steven Robert Biegler (nacido el 22 de marzo de 1959) es un prelado estadounidense de la Iglesia católica que se ha desempeñado como obispo de la Diócesis de Cheyenne en Wyoming desde 2017.

## Biografía

### Primeros años
Biegler nació el 22 de marzo de 1959 en Mobridge, Dakota del Sur.  Es uno de los 13 hijos de Alfred y Mary Biegler.  Asistió a la Escuela Secundaria Timber Lake en Timber Lake, Dakota del Sur, luego ingresó a la Escuela de Minas y Tecnología de Dakota del Sur (SDSM&T) en Rapid City, Dakota del Sur.  Después de un año en la universidad, Biegler se fue a trabajar en la granja familiar durante los siguientes ocho años.  Luego pasó un tiempo en un equipo de construcción rellenando minas de carbón abandonadas alrededor de Glenrock, Wyoming.
Para 1986, Biegler había decidido ingresar al sacerdocio.  Ingresó al Seminario Immaculate Heart of Mary y comenzó los cursos en la Universidad Saint Mary de Minnesota, ambos en Winona, Minnesota.  Biegler se graduó en 1989 con una licenciatura en filosofía.  Después de terminar en St. Mary's, ingresó al Pontificio Colegio Norteamericano en Roma mientras estudiaba en la Pontificia Universidad Gregoriana.  Recibió una Licenciatura en Teología Sagrada en 1993 de la Gregoriana.

### Sacerdocio
Biegler fue ordenado sacerdote para la diócesis de Rapid City el 9 de julio de 1993 por el arzobispo Charles Chaput en la iglesia Holy Cross en Timber Lake.  Después de su ordenación, Biegler tuvo numerosas asignaciones pastorales en las parroquias de Dakota del Sur:
- Párroco asociado de la Parroquia Catedral de Nuestra Señora del Perpetuo Socorro en Rapid City de 1993 a 1994
- Administrador de tres parroquias: Immaculate Conception en Bonesteel, St. Anthony's en Fairfax y St. Francis Xavier en Ponca Creek, de 1996 a 2003
- Co-párroco en St. Bernard en McLaughlin y St. Bonaventure en McIntosh de 2001 a 2003
- Asignaciones pastorales en St. Aloysius en Bullhead, Asunción de la BVM en Kenel, St. Bede en Wakpala y St. Michael en Watauga de 2001 a 2003[1]

Además de sus asignaciones pastorales, Biegler sirvió en el colegio de consultores y el consejo presbiteral de la diócesis.  En 2003, Biegler fue nombrado director de formación apostólica y pastoral en el North American College en Roma, donde sirvió hasta 2006.  Permaneció en Roma hasta 2007, trabajando como asistente del rector de la Casa Santa María, residencia para sacerdotes del colegio.  Biegler regresó a Rapid City en 2007 para asumir varios puestos:
- Capellán de las Escuelas Católicas de Rapid City
- Capellán del Centro Newman en SDSM&T
- Posición pastoral en la parroquia de St. Michael en Hermosa, Dakota del Sur[1]

En 2009, Biegler reanudó su trabajo en el colegio de consultores y el consejo presbiteral.  Renunció a sus asignaciones de capellán y pastoral en 2010 para servir durante un año como administrador diocesano después de la partida del obispo Blase J. Cupich.  Con la instalación de un nuevo obispo, Biegler fue nombrado párroco de la parroquia Our Lady of the Black Hills en Piedmont, Dakota del Sur.  Fue nombrado vicario general de la diócesis en 2013. Fue trasladado de Nuestra Señora en 2015 para convertirse en párroco de la Parroquia de la Catedral de Nuestra Señora del Perpetuo Socorro y de la Parroquia de San Miguel.

### Obispo de Cheyenne
El Papa Francisco nombró a Biegler para ser el noveno obispo de la Diócesis de Cheyenne el 16 de marzo de 2017.  El 5 de junio de 2017, Biegler fue consagrado durante una misa de instalación con el arzobispo Samuel J. Aquila como consagrante. 
En 2019, Biegler anunció que el obispo emérito Joseph Hubert Hart, ex obispo de Cheyenne, estaba siendo investigado por la Congregación para la Doctrina de la Fe en el Vaticano por denuncias de abuso sexual de menores.  Hart negó todas las acusaciones.  En 2021, la Congregación exoneró a Hart de varios cargos y dijo que no tenía pruebas suficientes para probar varios otros.  Reprendió a Hart por tomar malas decisiones.  Los fiscales locales se negaron a acusar a Hart de ningún delito.  Tras la decisión de la Congregación, Biegler afirmó que creía en las víctimas.
En la reunión de otoño de 2019 de la Conferencia de los Obispos Católicos de Estados Unidos (USCCB), Biegler dijo que los sacerdotes deben reenfocar sus esfuerzos en ser pastores para reconstruir la confianza en la iglesia a raíz de los escándalos de abuso sexual.